# Numer jednostki wojskowej
Numer jednostki wojskowej – niepowtarzalny, czterocyfrowy numer jednostki wojskowej używany w SZ PRL, SZ RP, MON, ABW, AW, MSW w korespondencji służbowej i prywatnej żołnierzy bądź funkcjonariuszy od 1946 r. do chwili obecnej. W latach 1943–1945 instytucje i jednostki ludowego Wojska Polskiego posługiwały się pięciocyfrowymi numerami poczty polowej (Войсковая часть полевая почта) obowiązującymi w Armii Czerwonej.
Aktualnie nadawanie jednostkom (instytucjom i zakładom) wojskowym numerów jednostek wojskowych na czas pokoju, numerów poczt polowych na czas wojny i numerów identyfikacyjnych, a także prowadzenie ich ewidencji jest jednym z zadań Oddziału Planowania i Sprawozdawczości Zarządu Organizacji i Uzupełnień P1 Sztabu Generalnego WP. Wspomniana komórka wewnętrzna jest także odpowiedzialna za prowadzenie „Rejestru Głównego Jednostek WP”.
Numer jednostki wojskowej odczytuje się dzieląc go na dwie części, przykładowo: „Jednostka Wojskowa 3216” odczytuje się „Jednostka Wojskowa trzydzieści dwa szesnaście”.

## Lista jednostek od numeru 0001 do numeru 1499
| Numer       | Nazwa jednostki                                                                       | Lokalizacja                               | Okres funkcjonowania |
| ----------- | ------------------------------------------------------------------------------------- | ----------------------------------------- | -------------------- |
| 0198        | Komenda Portu Wojennego Gdynia                                                        | Gdynia                                    | od 1919              |
| 1004        | Biuro Ochrony Rządu                                                                   | Warszawa                                  | do 2001              |
| 1013        | 33 Nyski Pułk Zmechanizowany                                                          | Budowo                                    | 1990–1995            |
| 1017        | 33 Batalion Łączności                                                                 | Szczecin                                  | 1949–1958            |
| 1018        | 2 Dywizyjny Punkt Zaopatrzenia                                                        | Nysa                                      | do 1988              |
| 1022        | 1 Brygada Wojsk Kolejowych                                                            | Przemyśl                                  | do 1989              |
| 1025        | 16 Batalion Rozpoznawczy                                                              | Szczecin                                  | 1955–1994            |
| 1025        | 12 Batalion Rozpoznawczy Ułanów Podolskich                                            | Szczecin                                  | 1994–31.12.2010      |
| 1026        | 31 Szkolny Dywizjon Artylerii                                                         | Orzysz                                    | 1959−1961            |
| 1032        | 2 Dywizjon Rakietowy Obrony Powietrznej                                               | Dębina k. Kazunia                         | do 1993              |
| 1033        | 6 Dywizjon Rakietowy Obrony Powietrznej                                               | Chrcynno koło Nasielska                   | do 1999              |
| 1030        | Szkoła Podoficerska Artylerii Przeciwlotniczej                                        | Ełk, Gołdap                               | 1960                 |
| 1030        | Podoficerska Szkoła Artylerii Przeciwlotniczej nr 6                                   | Ełk, Gołdap                               | 1960–1965            |
| 1030        | Szkoła Podoficerów i Młodszych Specjalistów Artylerii Przeciwlotniczej nr 6           | Ełk, Gołdap                               | 1965–1973            |
| 1035        | 10 Pułk Kolejowy                                                                      | Twierdza Przemyśl                         | 1966−1989            |
| 1036        | Ośrodek Szkolenia Artylerii                                                           | Orzysz                                    | 1945−1977            |
| 1039        | 11 Pułk Kolejowy                                                                      | Przemyśl                                  | 1960−1990            |
| 1043        | Węzeł Łączności Warszawskiego Okręgu Wojskowego                                       | Warszawa                                  | 1954−1991            |
| 1049        | 12 Dywizjon Rakietowy Obrony Powietrznej                                              | Olszowa                                   | 1962–1998            |
| 1052        | 47 Dywizjon Artylerii Rakietowej                                                      | Kołobrzeg                                 | do 1990              |
| 1053        | Węzeł Łączności Śląskiego Okręgu Wojskowego                                           | Wrocław-Klecina                           | 1950 – ca. 1995      |
| 1064        | 3 Batalion Zaopatrzenia                                                               | Lublin                                    | 1958−1988            |
| 1065        | Ośrodek Szkolno-Badawczy Służby Materiałów Pędnych i Smarów                           | Puławy                                    | 1960−1996            |
| 1076        | 112 Batalion Zabezpieczenia Wojsk Obrony Wewnętrznej                                  | Góra Kalwaria, Emów                       | 1977−1992            |
| 1079        | Stołeczne Szefostwo Wojskowych Służb Informacyjnych                                   | Warszawa                                  | 1990–2004            |
| 1090        | 17 Ośrodek Materiałowo-Techniczny                                                     | Łańcut, Rzeszów                           | 1956−1993            |
| 1100        | 14 Dywizjon Artylerii Rakietowej                                                      | Bemowo Piskie                             | 1956−1957            |
| 1101        | 24 Dywizjon Rakietowy                                                                 | k.Babi Dół gm.Żukowo                      | 1993                 |
| 1109        | 8 Batalion Walki Radioelektronicznej                                                  | Grudziądz                                 |                      |
| 1110        | 23 Dywizjon Rakietowy Obrony Powietrznej                                              | Sobieszewo (Gdańsk)                       | 1963–1999            |
| 1123        | 4 Rejonowa Baza Materiałowa                                                           | Grudziądz                                 | 1999–2011            |
| 1127        | 2 Brzeski Batalion Ratownictwa Inżynieryjnego im. gen. bryg. Mieczysława Dąbkowskiego | Brzeg                                     | 1999−2011            |
| 1135        | Polski Kontyngent Wojskowy w UNPROFOR                                                 | Chorwacja                                 | 1992–1995            |
| 1135        | Polski Kontyngent Wojskowy w UNCRO w Chorwacji                                        | Chorwacja                                 | 1995                 |
| 1139        | 26 Dywizjon Artylerii Przeciwlotniczej                                                | Kraków                                    | 1964−1992            |
| 1140        | 3 Dywizjon Rakietowy Obrony Powietrznej                                               | Nadarzyn                                  | do 1989              |
| 1144        | 13 Dywizyjny Punkt Zaopatrzenia                                                       | Legionowo                                 | 1957−1770            |
| 1147        | 3 Warmiński Batalion Obrony Przeciwchemicznej                                         | Biskupiec                                 | do 1999              |
| 1145        | 23 Brygada Artylerii Armat                                                            | Zgorzelec                                 | 1984–1995            |
| 1145        | 23 Śląska Brygada Artylerii                                                           | Zgorzelec                                 | 1995–1998            |
| 1145        | 23 Śląska Brygada Artylerii                                                           | Bolesławiec                               | 1998–31.12.2011      |
| 1145        | 23 Śląski Pułk Artylerii                                                              | Bolesławiec                               | od 2012              |
| 1146        | 15 Batalion Zaopatrzenia                                                              | Olsztyn                                   |                      |
| 1155        | 8 Baza Lotnicza                                                                       | Kraków-Balice                             | od 2000              |
| 1157        | 7 Kołobrzeski Pułk Piechoty                                                           | Lublin                                    | 1944−1962            |
| 1159        | 103 Pułk Lotniczy NJW MSW                                                             | Warszawa-Bemowo                           | do 2002              |
| 1168        | 5 Kołobrzeski Pułk Artylerii Lekkiej                                                  | Chełm                                     | 1945−1956            |
| 1172        | 5 Dywizjon Artylerii Przeciwpancernej                                                 | Tarnów                                    | 1947−1957            |
| 1174        | 60 Ośrodek Szkolno-Remontowy Wojsk Inżynieryjnych                                     | Dęblin                                    | 1964−1995            |
| 1175        | 2 Centralna Składnica Sprzętu Czołgowo-Samochodowego                                  | Stężyca                                   | 1948−1999 [2000]     |
| 1185        | 11 Kompania Chemiczna                                                                 | Żagań                                     | 2002–2010            |
| 1210        | 17 Szkolny Batalion Czołgów                                                           | Ostróda                                   | 1954−1957            |
| 1212        | 33 Pułk Czołgów                                                                       | Ostróda, Zambrów                          | 1954−1957            |
| 1223        | 8 Koszaliński Pułk Przeciwlotniczy                                                    | Koszalin                                  |                      |
| 1235        | 4 Dywizjon Rakietowy Obrony Powietrznej                                               | Baniocha k. Góry Kalwarii                 | do 2000              |
| 1244        | 13 Batalion Budowlany                                                                 | Krasnystaw                                | 1950−1957            |
| 1259        | 66 Pułk Artylerii Przeciwlotniczej                                                    | Bolesławiec, Wrocław-Leśnica              | 1967–1992            |
| 1259        | 11 Bolesławiecki Pułk Przeciwlotniczy                                                 | Bolesławiec                               | 1992–1998            |
| 1260        | 111 Pułk Artylerii Przeciwlotniczej                                                   | Zgorzelec                                 | 1967–1982            |
| 1260 „Ch”   | 17 Kompania Chemiczna                                                                 | Zgorzelec                                 |                      |
| 1280        | 5 Batalion Zaopatrzenia                                                               | Gubin (Komorów)                           | ?−1998               |
| 1284        | 6 Wojskowy Skład Materiałów Pędnych i Smarów                                          | Kraków                                    | 1953−1955            |
| 1295        | 21 Pułk Lotnictwa Rozpoznania Taktycznego                                             | Sochaczew                                 | 1963–1968            |
| 1300        | 49 Pułk Śmigłowców Bojowych                                                           | Pruszcz Gdański                           | 1967–2011            |
| 1316        | 6 Pułk Lotnictwa Myśliwsko-Bombowego                                                  | Piła                                      | 1944–1998            |
| 1328        | 18 Bielski Batalion Powietrznodesantowy                                               | Bielsko-Biała                             | od 2010              |
| 1330        | 58 Ruchomy Warsztat Naprawy Samochodów                                                | Olsztyn                                   | 1955−1966            |
| 1339        | 204 Węzeł Łączności Radioliniowej                                                     | Komorowo, Ostrów Mazowiecka               | 1984−1997            |
| 1356        | 14 Wojskowa Składnica Sanitarna                                                       | Przemyśl                                  | 1955−1957            |
| 1361        | 6 Batalion Karny                                                                      | Ełk                                       | 1954–1957            |
| 1369        | 15 Batalion Dowodzenia                                                                | Olsztyn                                   |                      |
| 1370        | 7 Oddział Dyscyplinarny                                                               | Orzysz                                    | 1971−1992            |
| 1374        | 3 Składnica Intendencka                                                               | Kraśnik                                   | 1950−2003            |
| 1376        | 12 Pułk Komunikacyjny                                                                 | Nisko                                     | 1995−2001            |
| 1380        | Zgrupowanie Polowe Budowy Linii Hutniczo-Siarkowej                                    | Sędziszów                                 | 1979                 |
| 1382        | 3 Rejonowa Składnica Kwatermistrzowska                                                | Jawidz                                    | 1953−2001            |
| 1386        | 7 Pułk Łączności                                                                      | Bydgoszcz                                 | do 1967              |
| 1386        | 4 Łużycki Pułk Łączności                                                              | Bydgoszcz                                 | do 1994              |
| 1388        | 156 Pułk Artylerii Przeciwpancernej                                                   | Pleszew                                   | 1957–1967            |
| 1388        | 20 Pułk Artylerii Przeciwpancernej                                                    | Pleszew                                   | 1967–1993            |
| 1388        | 20 Pułk Artylerii Przeciwpancernej                                                    | Żary                                      | 1993–2001            |
| 1392        | 19 Dywizyjny Punkt Zaopatrzenia                                                       | Gubin                                     |                      |
| 1396 i 5524 | 3 Kompania Rurociągów Przeprawowych (Przepływowych)                                   | Gardeja                                   | 1969−1992            |
| 1401        | 10 Pułk Rozpoznania Systemów Radiolokacyjnych                                         | Dziwnów                                   | 1963–1996            |
| 1404        | 26 Pułk Czołgów Średnich                                                              | Sanok                                     | 1967−1989            |
| 1413        | 19 Brygada Artylerii Haubic                                                           | Grudziądz, Orzysz                         | 1951                 |
| 1424        | Wojskowy Ośrodek Wykonywania Kary Ograniczenia Wolności                               | Ciechanów                                 | 1999–2010            |
| 1430        | 43 Dywizyjny Warsztat Uzbrojenia                                                      | Olsztyn                                   | 1956−1966            |
| 1438        | 3 Batalion Zabiegów i Specjalnych i Rozpoznawania Skażeń                              | Biskupiec                                 | 1954−1971            |
| 1440        | 6 Samodzielny Oddział Geograficzny                                                    | Komorowo (powiat ostrowski) później Toruń | 1955–1970, od 1970   |
| 1442        | 2 Pomorski Pułk Chemiczny                                                             | Grudziądz                                 |                      |
| 1442        | 2 batalion obrony przeciwchemicznej                                                   | Grudziądz                                 |                      |
| 1443        | Bielski Batalion Obrony Terytorialnej                                                 | Bielsk Podlaski                           | 1967−1971            |
| 1444        | 9 Brygada Zmechanizowana                                                              | Siedlce                                   | 1995−2001            |
| 1450        | 1 Dywizjon Techniczny                                                                 | Książenice k. Grodziska Maz.              |                      |
| 1451        | 18 Brygada Zmechanizowana                                                             | Białystok                                 | 1995−2001            |
| 1460        | 15 batalion saperów                                                                   | Orzysz                                    | 1995–                |
| 1462        | 7 Pułk Lotnictwa Bombowo-Rozpoznawczego                                               | Powidz                                    | 1946–2000            |
| 1463        | Morąski Batalion Obrony Terytorialnej                                                 | Morąg                                     | 1966−1971            |
| 1475        | 16 Brygada Zmechanizowana                                                             | Morąg                                     |                      |
| 1479        | 1 Morski Pułk Strzelców im. płk. Stanisława Dąbka                                     | Gdynia                                    | 1989–2007            |
| 1480        | 11 Polowa Techniczna Baza Rakietowa                                                   | Skwierzyna                                | 1963–1992            |
| 1492        | Centralny Ośrodek Szkolenia NJW MSW                                                   | Katowice                                  | do 2002              |
| 1492        | Centralny Ośrodek Szkolenia BOR                                                       | Raducz                                    |                      |
| 1499        | Dowództwo 13 Dywizji Artylerii Obrony Przeciwlotniczej                                | Bytom                                     | 1952–1962            |
| 1499        | Dowództwo 13 Dywizji Artylerii OPK im. Powstańców Śląskich                            | Bytom                                     | 1962–1967            |
| 1499        | Dowództwo 1 Dywizji Artylerii OPK im. Powstańców Śląskich                             | Bytom                                     | 1967–1988            |
| 1499        | Dowództwo 1 Brygady Artylerii OPK im. Powstańców Śląskich                             | Bytom                                     | 1988–1991            |
| 1499        | Dowództwo 1 Brygady Rakietowej OP                                                     | Bytom                                     | 1991–2011            |

## Lista jednostek od numeru 1500 do numeru 1999
| Numer      | Nazwa jednostki                                                            | Lokalizacja                     | Okres funkcjonowania        |
| ---------- | -------------------------------------------------------------------------- | ------------------------------- | --------------------------- |
| 1501       | 24 Kompania Chemiczna                                                      | Komorowo                        | do 1995                     |
| 1508       | Polska Jednostka Wojskowa w składzie odwodu strategicznego SACEUR          | Kosowo                          | 1998–2002                   |
| 1510       | 4 Kompania Rurociągów Przeprawowych (Przepływowych)                        | Życzyn                          | 1989−1992                   |
| 1511       | 1 Łomżyński Batalion Remontowy                                             | Łomża                           | do 2012                     |
| 1517       | 4 Zielonogórski Pułk Przeciwlotniczy                                       | Czerwieńsk                      |                             |
| 1521       | 17 Dywizjon Rakietowy Obrony Powietrznej                                   | Libiąż/Chełmek                  | 1962–2011                   |
| 1523       | 2 inowrocławski pułk inżynieryjny                                          | Inowrocław                      |                             |
| 1527       | 6 Głogowski Pułk Drogowo-Mostowy                                           | Głogów                          | 1995–2001                   |
| 1539       | 10 Wojskowy Skład Uzbrojenia                                               | Kraków                          | 1949−1955                   |
| 1540       | 47 Pułk Lotnictwa Łącznikowo-Sanitarnego                                   | Modlin                          | 1963–1974                   |
| 1540       | 47 Szkolny Pułk Śmigłowców                                                 | Modlin                          | 1974–1977                   |
| 1540       | 47 Szkolny Pułk Śmigłowców                                                 | Nowe Miasto nad Pilicą          | 1977–2000                   |
| 1541       | 5 Pułk Strzelców Podhalańskich im. gen. Andrzeja Galicy                    | Kraków                          | 1989−1993                   |
| 1542       | 9 Batalion Dowodzenia                                                      | Kraków                          | 1990−1994                   |
| 1551       | 15 Sieradzka Brygada Wsparcia Dowodzenia                                   | Sieradz                         | Od 2003                     |
| 1558       | Opatowski Batalion Obrony Terytorialnej im. kpt. Wasyla Wojczenki „Saszki” | Ostrowiec Świętokrzyski         | 1966–1974                   |
| 1558       | 15 Garnizonowy Punkt Zaopatrywania Technicznego                            | Morąg                           | 1973−1999                   |
| 1560       | 83 Dywizjon Dowodzenia                                                     | Warszawa                        | 1962–2011                   |
| 1563       | Bateria Szkolna Majstrów Uzbrojenia                                        | Pomiechówek                     | 1951−1958                   |
| 1587       | 4 Batalion Saperów                                                         | Sandomierz                      | 1944−1989                   |
| 1587       | 29 Batalion Elektrotechniczny                                              | Dęblin, Sandomierz              | 1951−1957                   |
| 1588       | Dowództwo 11 Dywizji Zmechanizowanej                                       | Żagań                           | 1950–1963                   |
| 1588       | Dowództwo 11 Drezdeńskiej Dywizji Pancernej                                | Żagań                           | 1963–1989                   |
| 1588       | Dowództwo 11 Dywizji Zmechanizowanej                                       | Żagań                           | 1989–1992                   |
| 1588       | Dowództwo 11 Lubuskiej Dywizji Kawalerii Pancernej                         | Żagań                           | od 1992                     |
| 1590       | 1 Rejonowa Składnica Kwatermistrzowska                                     | Białystok                       | 1977−1999                   |
| 1597       | 16 Kołobrzeski Pułk Piechoty                                               | Kraków                          | 1944−1957                   |
| 1599       | 5 Kompania Obserwacyjno-Meldunkowa                                         | Łowicz                          | 1951−1952                   |
| 1606       | Dowództwo 19 Dywizji Zmechanizowanej                                       | Torzym, Gubin                   | 1952–1955                   |
| 1606       | Dowództwo 19 Dywizji Pancernej                                             | Gubin                           | 1955–1957                   |
| 1606       | Dowództwo 5 Saskiej Dywizji Pancernej                                      | Gubin                           |                             |
| 1610       | 66 Pułk Piechoty                                                           | Olsztyn                         | 1951−1957                   |
| 1630       | 10 Centralna Składnica Sprzętu Inżynieryjnego i Materiałów Wybuchowych     | Kraków                          | 1953−1996                   |
| 1640       | 3 Pułk Przeciwlotniczy im. płk. Włodzimierza Ludwiga                       | Szczecin                        | do 2007                     |
| 1640       | 3 Pułk Przeciwlotniczy                                                     | Koszalin                        | 2007–2010                   |
| 1641       | 56 Pułk Śmigłowców Bojowych                                                | Inowrocław                      | od 2007                     |
| 1649       | 4 Łużycki Pułk Saperów                                                     | Gorzów Wielkopolski             | do 20 stycznia 1958 JW 2595 |
| 1649       | 4 Łużycka Brygada Saperów                                                  | Gorzów Wielkopolski             | 1966–1991                   |
| 1649       | 4 Brygada Saperów                                                          | Gorzów Wielkopolski             | 1991–1996                   |
| 1649       | 4 Nadwarciańska Brygada Saperów                                            | Gorzów Wielkopolski             | 1996–1999                   |
| 1674       | 6 Pułk Czołgów Ciężkich                                                    | Bolesławiec, Wrocław, Biedrusko | 1949−1961                   |
| 1678       | 8 Drezdeński Pułk Czołgów                                                  | Tarnów, Żurawica, Żagań         | 1946–1963                   |
| 1680       | 22 Polowa Techniczna Baza Przeciwlotnicza                                  | Skwierzyna                      | 1975–2011                   |
| 1696       | 2 Brygada Zmechanizowana Legionów                                          | Złocieniec                      |                             |
| 1698       | 13 Brygada Zmechanizowana im.gen.broni Józefa Hallera                      | Czarne                          | 1995–1998                   |
| 1710       | 2 Centralna Składnica Sanitarna                                            | Chełm                           | 1956−1994                   |
| 1712       | 3 Batalion Dowodzenia                                                      | Lublin                          | 1967−2004                   |
| 1714       | 135 Pułk Artylerii Ciężkiej                                                | Sandomierz                      | 1951−1955                   |
| 1715       | 5 Rejonowa Składnica Techniczna                                            | Elbląg                          | 1959−1999                   |
| 1736       | 18 Poligon Artyleryjski                                                    | Lipa                            | 1951−1957                   |
| 1738       | 30 Berliński Dywizjon Rozpoznania Artyleryjskiego                          | Toruń                           | 1967–1979                   |
| 1749       | 12 Brygada Zmechanizowana                                                  | Szczecin                        | 1995–                       |
| 1752       | 29 Brygada Zmechanizowana                                                  | Szczecin                        | 1995–1998                   |
| 1755       | 6 Brygada Kawalerii Pancernej                                              | Stargard Szczeciński            | 1995–2007                   |
| 1762       | 1 Oddział Ochrony Pogranicza                                               | Lubań                           | 1945–1946                   |
| 1787       | 59 Batalion Łączności                                                      | Gubin                           | 1951–1995                   |
| 1789       | 30 Pułk Piechoty                                                           | Rzeszów                         | 1944−1962                   |
| 1792, 1732 | 80 Dywizjon Artylerii Przeciwpancernej                                     | Suwałki, Chełm                  | 1956−1995                   |
| 1794       | 29 Zmotoryzowany Pułk Piechoty                                             | Jelenia Góra                    | 1949–1950                   |
| 1796       | 2 Oddział Ochrony Pogranicza                                               | Krosno Odrzańskie               | 1945–1946                   |
| 1794       | 29 Pułk Zmechanizowany                                                     | Żagań                           | 1949–1958                   |
| 1815       | 40 Ruchomy Warsztat Naprawy Samochodów                                     | Legionowo                       | 1955−1967                   |
| 1816       | 37 Batalion Drogowy                                                        | Dębica                          | 1959                        |
| 1820       | 4 Rejonowa Składnica Kwatermistrzowska                                     | Kraków                          | 1974−1997                   |
| 1823       | 3 Oddział Ochrony Pogranicza                                               | Szczecin                        | 1945–1946                   |
| 1829       | 3 Okręgowa Składnica Sanitarna                                             | Gołdap                          | 1951−1977                   |
| 1836       | 4 Oddział Morski Ochrony Pogranicza                                        | Słupsk                          | 1945–1946                   |
| 1842       | 5 Oddział Ochrony Pogranicza                                               | Kętrzyn                         | 1945–1946                   |
| 1861       | 33 Składnica Amunicji                                                      | Bezwola                         | 1951−2000                   |
| 1864       | 65 Batalion Łączności Inspektoratu Obrony Terytorialnej                    | Warszawa                        | 1966–1976                   |
| 1867       | 6 Oddział Ochrony Pogranicza                                               | Białystok                       | 1945–1946                   |
| 1874       | 22 Batalion Budowlany                                                      | Żurawica                        | 1951−1956                   |
| 1878       | 14 Batalion Rozpoznawczy                                                   | Zambrów, Giżycko                | 1955−1961                   |
| 1882       | 31 Kórnicki Dywizjon Rakietowy Obrony Powietrznej                          | Czołowo                         | 1963–2011                   |
| 1884       | 7 Oddział Ochrony Pogranicza                                               | Lublin                          | 1945–1946                   |
| 1891       | 3 Dywizjon Artylerii Przeciwpancernej                                      | Chełm                           | 1994−2002                   |
| 1893       | 20 Batalion Saperów                                                        | Dębica                          | 1944−1957                   |
| 1898       | 3 Dywizjon Artylerii Przeciwlotniczej                                      | Lublin                          | [1977] 1995−2001            |
| 1899       | 12 Rejonowa Baza Materiałowa                                               | Jawidz                          | 2001–2004                   |
| 1900       | 6 Dywizjon Artylerii Przeciwlotniczej                                      | Kraków                          | 1967−1976                   |
| 1901       | 39 Pułk Lotnictwa Myśliwskiego OPK                                         | Mierzęcice                      | 1951–1987                   |
| 1904       | Szpital Chirurgiczny Nr 250                                                | Dziwnów                         | 1949–1951                   |
| 1905       | 8 Dywizjon Przeciwlotniczy                                                 | Dziwnów                         |                             |
| 1906       | 2 Regionalna Baza Materiałowa                                              | Wałcz                           | 1999–2010                   |
| 1922       | 4 Ruchoma Kompania Konserwacji Sprzętu Technicznego                        | Lublin                          | 1970−1995                   |
| 1923       | 8 Oddział Ochrony Pogranicza                                               | Przemyśl                        | 1945–1946                   |
| 1933       | 3 Rejonowa Baza Materiałowa                                                | Łódź                            | 1999−2012                   |
| 1928       | Garnizonowy Węzeł Łączności                                                | Kraków                          | 1983−2007                   |
| 1941       | Jednostka Zabezpieczenia Dowództwa Wojsk Ochrony Pogranicza                | Warszawa-Okęcie                 | do maja 1991                |
| 1946       | 6 Rejonowa Baza Materiałowa                                                | Wrocław                         | 1999−2011                   |
| 1950       | 19 Samodzielny Oddział Geograficzny                                        | Komorowo później Leszno         | 1953–1970, od 1970          |
| 1954       | 6 Ośrodek Szkolenia Specjalistów Samochodowych                             | Ostróda                         |                             |
| 1956       | 9 Szkolny Pułk Samochodowy                                                 | Ostrów Wielkopolski             | 1958–1987                   |
| 1957       | 9 Oddział Ochrony Pogranicza                                               | Nowy Sącz                       | 1945–1946                   |
| 1959       | 32 Dywizjon Techniczny OPK                                                 | Biedrusko                       |                             |
| 1960       | 23 Centralna Składnica Sprzętu Łączności                                   | Piła                            | do 1999                     |
| 1965       | Centrum Szkolenia Wojsk Lądowych Drawsko                                   | Drawsko Pomorskie               |                             |
| 1978       | 14 Pułk Zmechanizowany                                                     | Tarnów; Przemyśl                | 1962; 1991−1988; 1993       |
| 1980       | 29 Batalion Łączności                                                      | Olsztyn                         | ?−1988                      |
| 1983       | 12 Pułk Radioliniowo-Kablowy Ziemi Świeckiej                               | Świecie nad Wisłą               |                             |
| 1987       | 7 Pułk Zmechanizowany                                                      | Lublin                          | 1962−1989                   |

## Lista jednostek od numeru 2000 do numeru 2499
| Numer       | Nazwa jednostki                                                                      | Lokalizacja                      | Okres funkcjonowania |
| ----------- | ------------------------------------------------------------------------------------ | -------------------------------- | -------------------- |
| 2003        | 5 Dywizjon Artylerii Mieszanej                                                       | Kraków-Wola Justowska            | do 1991              |
| 2008        | 4 Dywizjon Artylerii Przeciwlotniczej                                                | Skierniewice                     | 1951−1957            |
| 2009        | Centralna Składnica Sprzętu Służby Komunikacji Wojskowej                             | Olsztyn                          | 1974−1999            |
| 2014        | 166 Dywizyjny Warsztat Uzbrojenia                                                    | Lublin                           | 1955−1967            |
| 2018        | 1 Batalion Piechoty Obrony Terytorialnej                                             | Katowice-Wełnowiec               |                      |
| 2026        | 19 Garnizonowy Punkt Zaopatrywania Technicznego                                      | Skierniewice                     | 1973−1999            |
| 2029        | Polska Jednostka Wojskowa w misji pokojowej w AFOR w Albanii                         | Albania                          | 1999                 |
| 2031        | 8 Szczycieński Batalion Radiotechniczny                                              | Lipowiec                         | od 1975              |
| 2033        | 9 Okręgowa Składnica Materiałów Pędnych i Smarów                                     | Niedźwiedź                       | 1957−1996            |
| 2034        | 3 Pomorska Dywizja Zmechanizowana                                                    | Lublin                           | 1962−1988            |
| 2036        | 2 Batalion Piechoty Obrony Terytorialnej                                             | Katowice-Wełnowiec               |                      |
| 2039        | 9 Warmiński Pułk Rozpoznawczy                                                        | Lidzbark Warmiński               | od 1966              |
| 2042        | 20 Garnizonowy Punkt Zaopatrywania Technicznego                                      | Sandomierz, Nisko                | 1973−1999            |
| 2047        | 2 Rejonowa Składnica Techniczna                                                      | Pomiechówek                      | 1050−1998            |
| 2054        | 21 Garnizonowy Punkt Zaopatrywania Technicznego                                      | Tomaszów Mazowiecki              | 1974−1999            |
| 2057        | 22 Garnizonowy Punkt Zaopatrzenia                                                    | Białobrzegi                      | 1973−1976            |
| 2059        | Polska Jednostka Wojskowa w SFOR w Bośni i Hercegowinie                              | Bośnia i Hercegowina             | 1996–2000            |
| 2061        | 3 Batalion Piechoty Obrony Terytorialnej                                             | Radzionków                       | 1964–1968            |
| 2061        | Częstochowski Batalion Obrony Terytorialnej                                          | Częstochowa, Zabrze              | 1968–1990            |
| 2063        | Oddział Zabezpieczenia DGW                                                           | Warszawa                         |                      |
| 2067        | 4 Batalion Piechoty Obrony Terytorialnej                                             | Zabrze, Gliwice                  |                      |
| 2069        | 13 Batalion Piechoty Obrony Terytorialnej                                            | Warszawa                         | 1980–1990            |
| 2085        | 30 Pułk Zmechanizowany                                                               | Rzeszów                          | 1962−1988            |
| 2086        | 5 Batalion Piechoty Obrony Terytorialnej                                             | Sosnowiec-Miłowice               |                      |
| 2089        | 20 Okręgowa Składnica Materiałów Pędnych i Smarów                                    | Marcinkowo                       | 1956−1999            |
| 2091        | 6 Batalion Piechoty Obrony Terytorialnej                                             | Makoszowy                        |                      |
| 2093        | 23 Garnizonowy Punkt Zaopatrywania Technicznego                                      | Zegrze                           | 1974−1991            |
| 2095        | 12 Batalion Piechoty Obrony Terytorialnej                                            | Warszawa                         | 1980–1990            |
| 2099        | 7 Batalion Drogowo-Mostowy Obrony Terytorialnej                                      | Gliwice                          | 1964–1973            |
| 2099        | 7 Batalion Inżynieryjno-Drogowy Obrony Terytorialnej                                 | Gliwice                          | 1973–1990            |
| 2101        | 15 Batalion Piechoty Obrony Terytorialnej                                            | Warszawa                         | 1978–1990            |
| 2102        | 9 Samodzielny Batalion Zaopatrzenia i Obsługi Dowództwa NJW MSW                      | Warszawa                         | do 2002              |
| 2116        | 14 Batalion Piechoty Obrony Terytorialnej                                            | Warszawa                         | 1980–1990            |
| 2117        | 8 Batalion Remontowy                                                                 | Kołobrzeg                        |                      |
| 2119        | 8 Batalion Obrony Przed Bronią Masowego Rażenia Obrony Terytorialnej                 | Bytom                            | 1964–1990            |
| 2122        | 8 Pułk Zmechanizowany                                                                | Hrubieszów                       | 1962−1988            |
| 2129 i 2115 | 8 Dywizja Artylerii Przełamania                                                      | Orzysz, Giżycko                  | 1951−1961            |
| 2130        | Centralna Składnica Sprzętu i Materiałów Inżynieryjno-Budowlanych                    | Ełk                              | 1956–1993            |
| 2134        | 8 Bydgoski Pułk Piechoty                                                             | Zamość, Hrubieszów               | 1944−1962            |
| 2137        | 3 Dywizjon Artylerii Przeciwpancernej                                                | Hrubieszów                       | 1950−1963            |
| 2139        | 36 Specjalny Pułk Lotnictwa Transportowego im. Obrońców Warszawy                     | Warszawa                         | 1974–31.12.2011      |
| 2141        | 9 Batalion Obrony Przed Bronią Masowego Rażenia Obrony Terytorialnej                 | Koźle                            | 1965–1966            |
| 2141        | Kozielski Batalion Obrony Przed Bronią Masowego Rażenia Obrony Terytorialnej         | Koźle                            | 1966–1972            |
| 2185        | 4 Ośrodek Szkolenia Specjalistów Czołgowych                                          | Braniewo                         |                      |
| 2186, 2243  | 2 Centralna Składnica Materiałów Wybuchowych Wojsk Inżynieryjno-Saperskich           | Hajnówka, Nieznany Bór           | 1949−1999            |
| 2188        | 75 Pułk Piechoty                                                                     | Bartoszyce                       | 1951–1957            |
| 2188        | 75 Pułk Zmechanizowany                                                               | Bartoszyce                       | 1957–1989            |
| 2188        | 75 Ośrodek Materiałowo-Techniczny                                                    | Bartoszyce                       | 1989–1994            |
| 2189        | 2 Mazowiecka Brygada Saperów                                                         | Kazuń Nowy                       | 1994–2011            |
| 2189        | 2 Mazowiecki Pułk Saperów                                                            | Nowy Dwór Mazowiecki, Kazuń Nowy | od 2011              |
| 2195        | 18 Dywizjon Artylerii Przeciwlotniczej                                               | Siedlce                          | 1951−1988            |
| 2198        | 28 Saski Pułk Czołgów Średnich                                                       | Czarne                           | 1951–1990            |
| 2199, 2257  | 1 Centralna Składnica Sprzętu Chemicznego                                            | Modlin, Komorowo                 | 1950−1999            |
| 2207, 2316  | 7 Okręgowa Składnica Sanitarna                                                       | Kraków, Bochnia                  | 1945−1974            |
| 2211        | 61 Skwierzyński Pułk Rakietowy Obrony Powietrznej                                    | Skwierzyna                       | 1952–2011            |
| 2212        | 2 Rejonowa Składnica Kwatermistrzowska                                               | Warszawa-Rembertów               | 1947−1997            |
| 2216        | Dowództwo 2 Brygady Wojsk Drogowych                                                  | Modlin                           | 1964−1970            |
| 2220, 2324  | 7 Centralna Składnica Pojazdów Mechanicznych                                         | Kraków                           | 1946−1996            |
| 2221        | 12 Pułk Drogowo-Eksploatacyjny                                                       | Modlin                           | 1970                 |
| 2222, 2146  | 1 Berliński Batalion Łączności                                                       | Legionowo                        | 1943−1994            |
| 2225        | 32 Brygada Rakiet Operacyjno-Taktycznych                                             | Orzysz                           | 1961−1989            |
| 2232        | 2 Giżycki Pułk Zmechanizowany                                                        | Giżycko                          | 1990−1994            |
| 2233        | Pułk Obrony Terytorialnej miasta stołecznego Warszawy im. Jana Kilińskiego           | Warszawa                         | 1966–1980            |
| 2233        | Dowództwo Warszawskiej Brygady Obrony Terytorialnej im. Jana Kilińskiego             | Warszawa                         | 1980–1990            |
| 2241        | 5 Brygada Saperów                                                                    | Szczecin-Podjuchy                | 1944–2000            |
| 2244        | 1 Berliński Batalion Saperów im. ppor. Antoniego Laskowskiego                        | Pułtusk                          | 1976–1991            |
| 2244        | 1 Pułtuski Batalion Saperów                                                          | Legionowo, Pułtusk               | 1991–2001            |
| 2250        | 6 Brygada Powietrznodesantowa                                                        | Kraków                           | od 2010              |
| 2261        | Płocki Batalion Obrony Terytorialnej                                                 | Płock                            | 1966−1972            |
| 2265        | 3 Pułk Saperów im. gen. Jakuba Jasińskiego 1995–2001                                 | Dębica                           | 1995−2001            |
| 2268        | Starachowicki Batalion Obrony Terytorialnej im. Ludowych Partyzantów Ziemi Iłżeckiej | Zębiec                           | 1966–1974            |
| 2273        | 17 Batalion Piechoty Obrony Terytorialnej                                            | Łowicz                           | 1980–1990            |
| 2280        | Chrzanowski Batalion Obrony Terytorialnej                                            | Górka                            | 1959−1973            |
| 2285        | 28 Dywizjon Artylerii Przeciwlotniczej                                               | Nowy Sącz                        | 1951−1957            |
| 2294        | 29 Batalion Drogowy                                                                  | Modlin                           | 1963−1970            |
| 2295        | 39 dywizjon rakietowy Obrony Powietrznej Kraju                                       | Czarnówek k/Gryfina              | do 1999              |
| 2277        | 14 Ośrodek Szkolenia Specjalistów Radiotechnicznych                                  | Przasnysz                        | 1953–1957            |
| 2299        | 25 Dywizjon Artylerii Przeciwlotniczej                                               | Jarosław                         | 1952−1988            |
| 2305        | Jednostka Wojskowa 2305                                                              | Warszawa i Gdańsk                | 1990–2011            |
| 2305        | Jednostka Wojskowa Grom                                                              | Warszawa i Gdańsk                | od 2011              |
| 2313        | 32 Dywizjon Artylerii Przeciwlotniczej                                               | Ełk                              | 1951–1956            |
| 2326, 2624  | 46 Batalion Saperów                                                                  | Olsztyn                          | 1945−1989            |
| 2333        | Ośrodek Metrologii Warszawskiego Okręgu Wojskowego                                   | Warszawa-Rembertów               | 1968−2002            |
| 2333        | Składnica Sprzętu Radioelektronicznego                                               | Warszawa-Rembertów               | 1958−1998            |
| 2342        | 11 Wojskowa Składnica Żywnościowa                                                    | Lublin                           | 1944−1957            |
| 2348, 2671  | 3 Pułk Zmechanizowany                                                                | Ciechanów                        | 1955−1993            |
| 2353        | 1 Dywizja Zmechanizowana                                                             | Legionowo                        | 1955−2011            |
| 2358        | 51 Dywizyjny Warsztat Uzbrojenia                                                     | Legionowo                        | 1955−1967            |
| 2359        | 4 Pułk Zmechanizowany                                                                | Kielce-Bukówka                   | 1962−1988            |
| 2368        | 68 Pułk Artylerii Haubic                                                             | Gniezno, Orzysz                  | 1945−1961            |
| 2369        | 9 Dywizja Zmechanizowana                                                             | Rzeszów                          | 1962−1988            |
| 2374        | 5 Wojskowa Składnica Żywnościowa                                                     | Kraków                           | 1949−1957            |
| 2384        | 1 Centralna Składnica Sprzętu Inżynieryjno-Saperskiego                               | Dęblin                           | 1944−1999 [2000]     |
| 2387        | 75 Kompania Liniowa                                                                  | Nowy Dwór Mazowiecki             | 1961–1997            |
| 2393        | 5 Batalion Dowodzenia                                                                | Gubin                            | 1995–1998            |
| 2399        | 10 Brygada Kawalerii Pancernej                                                       | Świętoszów                       | od 1995              |
| 2412        | 1 Berliński Pułk Artylerii Lekkiej                                                   | Garwolin                         | 1943−1957            |
| 2414        | Pułk Ochrony i Regulacji Ruchu WSW im. płk Jana Strzeszewskiego                      | Warszawa                         | 1970–1990            |
| 2414        | Pułk Ochrony im. gen. dyw. Bolesława Wieniawy-Długoszowskiego                        | Warszawa                         | od 1990              |
| 2420        | 10 Warszawski Pułk Samochodowy                                                       | Warszawa                         | Od 1996              |
| 2423        | 34 Brygada Kawalerii Pancernej                                                       | Żagań                            |                      |
| 2424        | 29 Brygada Artylerii Haubic                                                          | Szlaga, Gołdap                   | 1951−1963            |
| 2425        | 2 Berliński Pułk Piechoty                                                            | Legionowo, Skierniewice          | 1943                 |
| 2429        | 2 Batalion Rozpoznawczy                                                              | Gubin                            | 1951−1995            |
| 2433, 3415  | 1 Okręgowa Składnica Materiałów Pędnych i Smarów                                     | Warszawa                         | 1949−1975            |
| 2430        | 3 Składnica Uzbrojenia i Amunicji                                                    | Szeroki Bór                      | 1945−1999            |
| 2450        | 16 Laboratorium Materiałów Pędnych i Smarów                                          | Warszawa                         | 1947−1954            |
| 2456        | 63 Batalion Saperów                                                                  | Ełk                              | 1964–1967            |
| 2456        | Ośrodek Szkolenia Podoficerów i Operatorów Maszyn Inżynieryjnych                     | Ełk                              | 1967–1974            |
| 2456        | Ośrodek Szkolenia Specjalistów Wojsk Inżynieryjnych                                  | Ełk                              | 19672001             |
| 2458        | 6 Pomorska Dywizja Piechoty                                                          | Kraków                           | 1944−1957            |
| 2460        | 26 Pułk Piechoty                                                                     | Jarosław                         | 1949−1957            |
| 2462        | 13 Pułk Piechoty                                                                     | Skąpe, Cibórz                    | 1944–1957            |
| 2466        | 70 Batalion Saperów                                                                  | Niepołomice                      | 1951−1955            |
| 2467        | 13 Kołobrzeski Batalion Saperów                                                      | Kraków, Dębica                   | 1944−1989            |
| 2468        | 51 Batalion Saperów                                                                  | Ełk                              | 1945–1957            |
| 2469        | 117 Pułk Artylerii Lekkiej                                                           | Ostróda, Biskupiec               | 1950−1957            |
| 2471        | 4 Batalion Radiotechniczny                                                           | Warszawa Radiowo                 | 1969–2001            |
| 2473        | Dowództwo 11 Zmotoryzowanej Dywizji Piechoty                                         | Żagań                            | 1949–1950            |
| 2474        | 9 Pułk Łączności                                                                     | Białobrzegi                      | do 1994              |
| 2474        | 9 Pułk Dowodzenia                                                                    | Białobrzegi                      | od 1994              |
| 2475        | Olsztyński Pułk Obrony Terytorialnej im. ppor. Zbigniewa Kozłowskiego                | Biskupiec Reszelski, Olsztyn     | 1963–1986            |
| 2476        | Dowództwo 12 Dywizji Piechoty                                                        | Szczecin                         | 1946–1958            |
| 2489        | Białostocki Pułk Obrony Terytorialnej im. gen. Walerego Wróblewskiego                | Ełk                              | 1963–1974            |
| 2491        | Warszawski Pułk Obrony Terytorialnej im. Władysława Broniewskiego                    | Ułęż                             | 1963–1980            |
| 2491        | 16 Batalion Piechoty Obrony Terytorialnej im. Władysława Broniewskiego               | Siedlce                          | 1980–1990            |
| 2495        | Kielecki Pułk Obrony Terytorialnej im. Leona Koczaskiego                             | Kielce                           | 1963–1975            |

## Lista jednostek od numeru 2500 do numeru 2999
| Numer             | Nazwa jednostki                                                                      | Lokalizacja                 | Okres funkcjonowania |
| ----------------- | ------------------------------------------------------------------------------------ | --------------------------- | -------------------- |
| 2506              | Rzeszowski Pułk Obrony Terytorialnej im. gen. broni Karola Świerczewskiego „Waltera” | Radymno, Przemyśl           | 1963–1975            |
| 2512              | Krakowski Pułk Obrony Terytorialnej im. Bartosza Głowackiego                         | Kraków                      | 1963–1990            |
| 2514              | Leski Batalion Obrony Terytorialnej                                                  | Myczkowce                   | 1968−1974            |
| 2515              | 4 Rejonowa Składnica Techniczna                                                      | Kłaj                        | 1952−1996            |
| 2516              | 5 Rejonowa Składnica Kwatermistrzowska                                               | Jarosław                    | 1946−2011            |
| 2520              | 55 Dywizjon Artylerii Przeciwpancernej                                               | Biskupiec Reszelski         | 1951−1957            |
| 2522              | 4 Brygada Kawalerii Pancernej                                                        | Orzysz, Bemowo Piskie       | 1995−2001            |
| 2526              | 14 Pułk Moździerzy                                                                   | Ostrów Wielkopolski, Orzysz | 1952−1953            |
| 2529              | 4 Kołobrzeski Pułk Zabezpieczenia WOW                                                | Warszawa – Cytadela         | 1968–1994            |
| 2530              | Lubelski Pułk Obrony Terytorialnej im. Aleksandra Szymańskiego                       | Radzyń Podlaski             | 1963–1986            |
| 2538              | 14 Dywizjon Artylerii Przeciwpancernej                                               | Żary, Bolesławiec           | ?−1949               |
| 2541              | Bydgoski Pułk Obrony Terytorialnej im. Juliana Marchlewskiego                        | Grudziądz                   | 1963–1989            |
| 2543              | 30 Batalion Łączności                                                                | Kraków                      | 1949−1957            |
| 2552              | Gdański Pułk Obrony Terytorialnej im. gen. Józefa Wybickiego                         | Gdańsk                      | 1963–1990            |
| 2555              | 17 Pułk Artylerii Pancernej                                                          | Żagań                       | 1952–1955            |
| 2555              | 36 Batalion Czołgów i Artylerii Pancernej                                            | Żagań                       | 1955–1957            |
| 2560              | 121 Pułk Artylerii Lekkiej                                                           | Suwałki                     | 1951−1956            |
| 2561, 5348        | 1 Pułk Zabezpieczenia                                                                | Warszawa                    | 1946−1972            |
| 2568              | 11 Mazurski Pułk Artylerii                                                           | Węgorzewo                   | od 2011              |
| 2569              | 79 Pułk Rakietowy Obrony Powietrznej                                                 | Poznań                      | 1951–1998            |
| 2572              | 3 Rejonowa Składnica Techniczna                                                      | Lublin                      | 1951−1999            |
| 2573              | 31 Wojskowy Oddział Gospodarczy                                                      | Zgierz                      | od 2010              |
| 2584              | 57 Pułk Piechoty                                                                     | Suwałki                     | 1945–1956            |
| 2595              | 38 Dywizjon Artyleryjskiego Rozpoznania Pomiarowego                                  | Węgorzewo, Giżycko          | 1950−1960            |
| 2596, 5713        | 4 Centralna Składnica Uzbrojenia                                                     | Żurawica                    | 1949−1994            |
| 2599              | 3 Okręgowa Składnica Materiałów Pędnych i Smarów                                     | Kraśnik                     | 1949−2000            |
| 2602              | 23 Brygada Artylerii Przeciwpancernej                                                | Kalisz                      | 1951–1955            |
| 2610              | 1 Warszawska Brygada Zmotoryzowana NJW MSW                                           | Warszawa                    | do 2000              |
| 2610              | 1 Warszawska Brygada Zmotoryzowana BOR                                               | Warszawa                    | 2001–2018            |
| 2621              | 3 Pułk Zabezpieczenia NJW MSW                                                        | Warszawa-Bemowo             |                      |
| 2626              | 17 Drezdeński Pułk Zmechanizowany                                                    | Międzyrzecz                 | 1957–1996            |
| 2630              | 20 Batalion Łączności                                                                | Siedlce                     | 1951−1957            |
| 2636              | 1 Darnicki Pułk Artylerii Przeciwlotniczej                                           | Modlin                      | 1967−2002            |
| 2636              | 35 Kompania Obrony Przeciwchemicznej                                                 | Lidzbark Warmiński          | 1957                 |
| 2644              | 3 Wrocławska Brygada Radiotechniczna                                                 | Wrocław                     | od 1973              |
| 2648              | 49 Dywizjon Artylerii Przeciwpancernej                                               | Suwałki                     | 1951−1956            |
| 2649              | 11 Batalion Remontowy                                                                | Żagań                       | ?                    |
| 2667              | 4 Bieszczadzki Pułk Zmotoryzowany NJW MSW                                            | Sanok                       |                      |
| 2669              | Ośrodek Szkoleniowy Agencji Wywiadu                                                  | Stare Kiejkuty              | od 1970              |
| 2678              | 1 Samodzielna Kompania Łączności                                                     | Legionowo                   | 1947−1949            |
| 2696              | 26 Batalion Łączności                                                                | Kraków                      | 1949−1955            |
| 2672              | 31 Pułk Artylerii Pancernej                                                          | Chojnice                    | 1951–1955            |
| 2672              | 31 Batalion Czołgów i Artylerii Pancernej                                            | Czarne                      | 1955–1957            |
| 2677              | 2 Ośrodek Dowodzenia Lotnictwa                                                       | Piła                        | 1978–2001            |
| 2679              | 19 Poligon Artyleryjski                                                              | Czerwony Bór                | 1950−1957            |
| 2688              | 1 Bateria Techniczna                                                                 | Orzysz                      | 1963−1965            |
| 2700              | Kurs Doskonalenia Oficerów Służby Administracyjnej                                   | Przemyśl                    | 1949−1957            |
| 2702              | 8 Drezdeński Pułk Czołgów Średnich                                                   | Żagań                       | 1963–1990 ← JW 1678  |
| 2702              | 99 Pułk Zmechanizowany                                                               | Żagań                       | 1990–1992            |
| 2702              | 89 Pułk Zmechanizowany                                                               | Żagań                       | 1992–1995 → JW 2423  |
| 2703              | Koszaliński Pułk Obrony Terytorialnej im. por. Henryka Droździarza                   | Koszalin                    | 1963–1984            |
| 2707              | 29 Pułk Zmechanizowany                                                               | Żagań                       | 1958–1963            |
| 2707              | 29 Pułk Czołgów Średnich                                                             | Żagań                       | 1963–1990            |
| 2707              | 29 Pułk Zmechanizowany                                                               | Żagań                       | 1990–1992            |
| 2707              | 120 Husarski Pułk Zmechanizowany                                                     | Świętoszów                  | 1992–1995            |
| 2707 „Ch”         | 17 Kompania Chemiczna                                                                | Żagań                       |                      |
| 2710              | Szczeciński Pułk Obrony Terytorialnej im. st. sierż. Mieczysława Majchrzaka          | Szczecin                    | 1963–1987            |
| 2711              | Ośrodek Badawczy MW                                                                  | Gdynia                      |                      |
| 2711              | 17 Grupa Zabezpieczenia Medycznego                                                   | Międzyrzecz                 |                      |
| 2712              | 156 Pułk Artylerii Przeciwpancernej                                                  | Pleszew                     | 1951–1957            |
| 2714              | 168 Dywizyjny Warsztat Uzbrojenia                                                    | Jarosław                    | 1962−1967            |
| 2719              | 15 Samodzielny Szkolny Pułk Czołgów                                                  | Opole                       | 1951–1955            |
| 2719              | 15 Samodzielny Szkolny Pułk Czołgów                                                  | Gliwice                     | od 1955              |
| 2719              | 15 Pułk Czołgów Średnich im. Józefa Wieczorka                                        | Gliwice                     | do 1990 → JW 1607    |
| 2721              | 18 Kołobrzeski Pułk Piechoty                                                         | Wadowice                    | 1949−1955            |
| 2722              | 134 Pułk Artylerii Lekkiej                                                           | Nowy Sącz                   | 1951−1955            |
| 2724              | Zielonogórski Pułk Obrony Terytorialnej                                              | Skwierzyna, Czerwieńsk      | 1963–1985            |
| 2735              | 1 Batalion Budowlany                                                                 | Warszawa                    | 1946−1954            |
| 2742              | 2 Mińsko-Mazowiecka Brygada Obrony Terytorialnej                                     | Mińsk Mazowiecki            | 1995−2005            |
| 2748              | 31 Batalion Radiotechniczny                                                          | Poznań-Babki                | 1973–2003            |
| 2748              | 31 Batalion Radiotechniczny                                                          | Wrocław                     | od 2003              |
| 2750              | 2 Brygada Okrętów Desantowych                                                        | Świnoujście                 |                      |
| 2757              | 3 Dywizjon Artylerii                                                                 | Orzysz                      | 1961−1976            |
| 2764              | 14 Brygada Pancerna Ziemi Przemyskiej                                                | Przemyśl                    | 1993−2001            |
| 2769              | 39 Centralna Składnica Weterynaryjna                                                 | Puławy                      | 1944−1959            |
| 2771              | 5 Pułk Dowodzenia im. gen.dyw Stanisława Hallera                                     | Kraków-Pychowice            | 1994–2007            |
| 2771              | 5 Batalion Dowodzenia im. gen.dyw Stanisława Hallera                                 | Kraków-Rząska               | od 2008              |
| 2794, 3514, 4679  | 16 Batalion Łączności                                                                | Rzeszów                     | 1949−1988            |
| 2808              | Dowództwo 3 Flotylli Okrętów im. kmdr. Bolesława Romanowskiego                       | Gdynia                      | od 1971              |
| 2809              | 98 Dywizjon Artylerii Przeciwpancernej                                               | Kołobrzeg                   | 1972–1994            |
| 2819              | 5 Batalion Rozpoznania Radiolokacyjnego                                              | Zgierz                      | do 2009              |
| 2822              | 27 Batalion Samochodowy                                                              | Komorowo                    | 1963−1987            |
| 2836              | 14 Pułk Radioliniowo-Kablowy                                                         | Strzegom                    | 1972–2002            |
| 2837              | 9 Drezdeńska Dywizja Piechoty                                                        | Rzeszów                     | 1944−1962            |
| 2839              | 14 Mazurski Pułk Ochrony                                                             | Olsztyn                     | 1990−1992            |
| 2844              | Poznański Pułk Obrony Terytorialnej im. ppłk. Franciszka Bartoszka                   | Gniezno, Poznań             | 1963–1990            |
| 2845              | 74 Batalion Radioliniowo-Kablowy Wojsk Obrony Wewnętrznej                            | Białystok                   | 1968–1976            |
| 2848              | 28 Pułk Lotnictwa Myśliwskiego                                                       | Słupsk                      | do 2000              |
| 2852              | 1 Batalion Ratownictwa Inżynieryjnego                                                | Krosno Odrzańskie           | 1997−2007            |
| 2855              | 8 Okręgowa Składnica Sprzętu Pancernego                                              | Łomża                       | 1957−1973            |
| 2866              | 14 dywizjon kutrów trałowych                                                         | Świnoujście                 |                      |
| 2871              | Łódzki Pułk Obrony Terytorialnej im. Czesława Szymańskiego                           | Wiśniowa Góra               | 1963–1980            |
| 2874              | 12 Kompania Chemiczna                                                                | Stargard Szczeciński        | 2001–2010            |
| 2875              | 28 Pułk Piechoty                                                                     | Przemyśl                    | 1944−1957            |
| 2882              | 68 Batalion Łączności Wojsk Obrony Wewnętrznej                                       | Węgrzce k. Krakowa          | 1967–1976            |
| 2887              | 54 Warsztaty Lotnicze                                                                | Radom                       | do 2002              |
| 2892              | Ośrodek Szkolenia Podoficerów Wojsk Chemicznych Nr 13                                | Biskupiec Reszelski         | 1957−1972            |
| 2893              | Wrocławski Pułk Obrony Terytorialnej                                                 | Świdnica                    | 1963–1990            |
| 2899              | 57 Batalion Remontowo-Budowlany Obrony Terytorialnej                                 | Radzyń Podlaski             | 1968−1997            |
| 2901              | 5 Pułk Inżynieryjny                                                                  | Szczecin (Podjuchy)         | od 2001              |
| 2904              | Katowicki Pułk Obrony Terytorialnej                                                  | Zabrze-Makoszowy            | 1963–1964            |
| 2908              | Ruchoma Baza Remontu Wozów Pancernych                                                | Szczytno                    | 1960−1973            |
| 2909              | Centralny Ośrodek Szkolenia Agencji Bezpieczeństwa Wewnętrznego                      | Emów                        | od 2002              |
| 2923              | 11 Garnizonowy Punkt Zaopatrywania Technicznego                                      | Rzeszów                     | 1976−1995            |
| 2928              | Rycki Batalion Obrony Terytorialnej                                                  | Ułęż                        | 1967−1973            |
| 2930              | Centralna Składnica Sprzętu i Materiałów Budowlanych Służby Inżynieryjno-Budowlanej  | Ełk                         |                      |
| 2933              | 14 Batalion Dowodzenia                                                               | Przemyśl                    | 1992−2001            |
| 2939              | Puławski Batalion Obrony Terytorialnej                                               | Puławy                      | 1967−1972            |
| 2943              | 10 Batalion Rozpoznawczy Strzelców Konnych                                           | Żagań                       | ?                    |
| 2944              | 2 Batalion Budowlany                                                                 | Rembertów                   | 1949−1957            |
| 2946, 1715        | Filia 5 Rejonowej Składnicy Technicznej                                              | Orneta                      | 1988−1999            |
| 2947              | 40 Budziszyński Pułk Artylerii                                                       | Jarosław                    | 1956−1988            |
| 2951              | 6 Dywizjon Artylerii                                                                 | Orzysz                      | 1961−1976            |
| 2959              | 23 Pułk Czołgów Średnich                                                             | Słubice                     | 1951–1989            |
| 2980              | 9 Brygada Kawalerii Pancernej                                                        | Braniewo                    |                      |
| 2984              | Ośrodek Wyszkolenia Oficerów Rezerwy Nr 2                                            | Lublin, Zambrów, Przemyśl   | 1949−1958            |
| 2985, 4965 i 2533 | 12 Dywizjon Artylerii Przeciwpancernej                                               | Łańcut, Przemyśl            | 1946−1962            |
| 2995              | 4 Łużycki Pułk Saperów                                                               | Gorzów Wielkopolski         | od 20 I 1958 JW 1649 |

## Lista jednostek od numeru 3000 do numeru 3999
| Numer | Nazwa jednostki                                                              | Lokalizacja                 | Okres funkcjonowania |
| ----- | ---------------------------------------------------------------------------- | --------------------------- | -------------------- |
| 3001  | 38 Pułk Zmechanizowany                                                       | Kożuchów                    | 1946–1967            |
| 3001  | 13 Pułk Zmechanizowany                                                       | Kożuchów                    | 1967–1998            |
| 3002  | Opolski Pułk Obrony Terytorialnej                                            | Opole                       | 1963–1986            |
| 3009  | 1 Pułk Artylerii Szwoleżerów                                                 | Łęczyca, Leźnica Wielka     | 1994−2000            |
| 3011  | Stanowisko Dowodzenia Obrony Przeciwlotniczej                                | Kraków                      | 2000−2008            |
| 3031  | 13 Skierniewicki Batalion Radioliniowo-Kablowy                               | Skierniewice                | 1983−2002            |
| 3033  | 2 Baza Lotnicza                                                              | Bydgoszcz                   | 1992–2010            |
| 3035  | 6 Batalion Zabezpieczenia                                                    | Leźnica Wielka              | 1991−2000            |
| 3036  | 5 Rejonowa Baza Materiałowa                                                  | Nowogród Bobrzański         | 1997–2011            |
| 3042  | Ośrodek SIGINT „Echelon” Agencji Wywiadu                                     | Świadki Iławeckie           | od 1993              |
| 3084  | 1 Okręgowy Magazyn Kwaterunkowy                                              | Warszawa                    | 1951−1959            |
| 3094  | 4 Batalion Minowania MW                                                      | Dziwnów                     | 1993–2005            |
| 3097  | Batalion Obrony Terytorialnej miasta Łodzi                                   | Łódź                        | 1967–1968            |
| 3097  | Pułk Obrony Terytorialnej miasta Łodzi im. Tadeusza Głąbskiego               | Łódź                        | 1968–1989            |
| 3127  | 1 Centralna Składnica Sprzętu Inżynieryjno-Saperskiego                       | Dęblin                      | 1949−1957            |
| 3136  | 3 Włocławski Pułk Drogowo-Mostowy im. gen. Karola Sierakowskiego             | Chełmno                     |                      |
| 3138  | 113 Batalion Inżynieryjnego Zabezpieczenia                                   | Kazuń                       | 1963−1972            |
| 3140  | 11 Pułk Czołgów                                                              | Giżycko                     | 1951−1990            |
| 3147  | Oficerska Szkoła Kapelmistrzów Wojskowych                                    | Warszawa                    | 1948−1953            |
| 3150  | Szkoła Młodszych Specjalistów Wojsk Radiotechnicznych                        | Chorzów.Katowice            |                      |
| 3164  | Agencja Wywiadu                                                              | Warszawa                    | od 2002              |
| 3176  | 68 Batalion Saperów                                                          | Krasnystaw                  | 1951−1957            |
| 3177  | 9 Batalion Remontowy                                                         | Rzeszów                     | [1950] 1962−1992     |
| 3179  | 11 Centralna Składnica Sprzętu Samochodowego                                 | Suwałki                     | 1956−1994            |
| 3182  | 11 Batalion Walki Radioelektronicznej                                        | Legnica                     | do 08.06.2007        |
| 3209  | 13 Elbląski Pułk Przeciwlotniczy                                             | Elbląg                      |                      |
| 3211  | Główny Węzeł Łączności MON                                                   | Warszawa                    |                      |
| 3214  | 37 Pułk Śmigłowców Transportowych                                            | Leźnica Wielka              |                      |
| 3215  | 18 Centralna Składnica Żywnościowa                                           | Białystok                   | 1952−1974            |
| 3233  | 1 Batalion Czołgów im. płk. Józefa Koczwary                                  | Żurawica                    | 1993−2011            |
| 3240  | Polski Kontyngent Wojskowy w UNTAC w Kambodży                                | Kambodża                    | 1992–1993            |
| 3244  | 2 Ośrodek Szkolenia Specjalistów Czołgowo-Samochodowych                      | Giżycko                     | 1963−1987            |
| 3245  | 35 Dywizjon Artylerii Samobieżnej                                            | Kraków                      |                      |
| 3273  | 10 Grupa Zabezpieczenia Medycznego                                           | Świętoszów                  | 1966−1976            |
| 3275  | 3 Ruchomy Warsztat Naprawy Czołgów                                           | Kraków                      | 1961−1967            |
| 3279  | 1 Kompania Inżynieryjnego Zabezpieczenia                                     | Warszawa                    | 1969–1995            |
| 3280  | 13 Rejonowa Baza Materiałowa                                                 | Kraków                      | 1996−2004            |
| 3284  | 6 Ośrodek Przechowywania Sprzętu                                             | Głogów                      | 2001−2011            |
| 3290  | 2 Eskadra Lotnictwa Transportowo-Łącznikowego                                | Bydgoszcz                   | 1990–2010            |
| 3293  | 33 Powidzka Baza Lotnictwa Transportowego im. płk. pil. Wiktora Pniewskiego  | Powidz                      | od 2010              |
| 3295  | Szkolna Piekarnia Wojskowa                                                   | Warszawa-Rembertów          | 1950−1957            |
| 3304  | 32 Okręgowa Składnica Materiałów Pędnych i Smarów                            | Puszcza Mariańska           | 1961−1996            |
| 3315  | 6 Samodzielny Okręgowy Pluton Rozpoznawczy                                   | Bielsko Biała               | 1951−1953            |
| 3319  | 10 Batalion Piechoty Obrony Terytorialnej                                    | Pniówek                     | 1968–1990            |
| 3320  | Podoficerska Szkoła Zawodowa Służby Samochodowej                             | Rzeszów                     | 1954−1973            |
| 3330  | 113 Pułk Artylerii Haubic                                                    | Gubin                       | 1951–1955            |
| 3330  | 36 Dywizjon Artylerii Haubic                                                 | Gubin                       | 1955–1968            |
| 3330  | 113 Pułk Artylerii                                                           | Kostrzyn nad Odrą           | 1968–1994            |
| 3330  | 13 Kostrzyński Pułk Artylerii                                                | Kostrzyn nad Odrą           | 1994–1998            |
| 3335  | 53 Batalion Medyczno-Sanitarny                                               | Zambrów                     | 1956                 |
| 3337  | 170 Ruchomy Warsztat Naprawy Samochodów                                      | Łańcut                      | 1957−1963            |
| 3340  | Garnizonowy Ośrodek Zabezpieczenia                                           | Giżycko                     | 1961−1977            |
| 3362  | Wojskowe Służby Informacyjne                                                 | Warszawa                    | 1991–2006            |
| 3371  | 14 Dywizjon Artylerii Przeciwpancernej                                       | Jarosław                    | 1993−2009            |
| 3389  | 18 Batalion Rozpoznawczy                                                     | Elbląg                      | 1994−2001            |
| 3390  | 5 Tarnogórski Batalion Chemiczny                                             | Tarnowskie Góry             | 1995–2011            |
| 3390  | 5 Tarnogórski Pułk Chemiczny im. gen. broni Leona Berbeckiego                | Tarnowskie Góry             | od 2011              |
| 3411  | Centrum Rozpoznania i Wsparcia Walki Radioelektronicznej                     | Grójec                      | od 1996              |
| 3413  | 23 Eskadra Szkolenia Nawigatorów i Strzelców Pokładowych Radiotelegrafistów  | Dęblin                      | 1958–1960            |
| 3413  | 23 Eskadra Szkolna Oficerskiej Szkoły Lotniczej                              | Dęblin                      | 1960–1968            |
| 3413  | 23 Lotnicza Eskadra Szkolna im. por. nawig. Jana Dzieńkowskiego              | Dęblin                      | 1968–1998            |
| 3413  | 23 Lotnicza Eskadra Specjalna                                                | Dęblin                      | 1999–2002            |
| 3417  | 20 Brygada Łączności                                                         | Kielce                      | 1976−2001            |
| 3420  | 45 Batalion Łączności                                                        | Ełk                         | 1949–1957            |
| 3421  | 31.Szkolny Batalion Naprawy Samochodów                                       | Grudziądz                   | 1951–1962            |
| 3421  | 31.Samochodowy Ośrodek Szkolno-Doświadczalny                                 | Grudziądz                   | 1962–1971            |
| 3421  | 31.Ośrodek Szkolenia Specjalistów Samochodowych                              | Grudziądz                   | 1971–1995            |
| 3427  | Dowództwo 12 Szczecińskiej Dywizji Zmechanizowanej                           | Szczecin                    |                      |
| 3448  | 21 Polowa Techniczna Baza Remontowa                                          | Orneta                      | 1969–1989            |
| 3454  | 6 Batalion Zabezpieczenia i Remontu                                          | Kraków                      | 1964−1976            |
| 3466  | 2 Pułk Zabezpieczenia NJW MSW                                                | Czerwony Bór                |                      |
| 3470  | 22 Wojskowy Ośrodek Kartograficzny                                           | Komorowo (powiat ostrowski) | od 1953              |
| 3477  | 69 Leszczyński Pułk Przeciwlotniczy im. gen. dyw. Stefana Roweckiego „Grota” | Leszno                      | do 31.12.2011        |
| 3481  | 4 Batalion Inżynieryjny Wojsk Obrony Terytorialnej im. ppłk A. Wnukowskiego  | Rzeszów                     | 1951−1990            |
| 3484  | 5 Kresowa Brygada Zmechanizowana                                             | Gubin                       |                      |
| 3489  | 5 Batalion Zmechanizowany                                                    | Rzeszów                     | 1993−2010            |
| 3510  | 16 Pomorski Pułk Artylerii im. gen. dyw. Emila Przedrzymirskiego-Krukowicza  | Braniewo                    |                      |
| 3513  | 12 Garnizonowy Punkt Zaopatrywania Technicznego                              | Bartoszyce                  | 1974−1999            |
| 3515  | 87 Batalion Łączności                                                        | Piła                        | 1968–1999            |
| 3516  | Ośrodek Szkolenia WSW im. Feliksa Dzierżyńskiego                             | Mińsk Mazowiecki            |                      |
| 3516  | Centralny Ośrodek Szkolenia WSW im. Feliksa Dzierżyńskiego                   | Mińsk Mazowiecki            |                      |
| 3516  | Centrum Szkolenia WSW im. Feliksa Dzierżyńskiego                             | Mińsk Mazowiecki            | 1986–1990            |
| 3516  | Ośrodek Szkolenia Żandarmerii Wojskowej                                      | Mińsk Mazowiecki            | 1990–1995            |
| 3521  | 70 Batalion Lotniczo-Techniczny                                              | Przasnysz                   | 1958–1961            |
| 3526  | 13 Garnizonowy Punkt Zaopatrywania Technicznego                              | Legionowo                   | 1973−1999            |
| 3533  | 3 Sandomierski Batalion Radiotechniczny                                      | Sandomierz                  |                      |
| 3537  | 4 Brodnicki Pułk Chemiczny im. Ignacego Mościckiego                          | Brodnica                    |                      |
| 3540  | 3 Wojskowe Warsztaty Remontowe                                               | Lublin                      | 1957−1995            |
| 3542  | Ciechanowski Batalion Obrony Terytorialnej                                   | Ciechanów                   | 1967−1971            |
| 3545  | Centralna Grupa Wsparcia Współpracy Cywilno-Wojskowej                        | Kielce                      | 2001−2012            |
| 3555  | 14 Garnizonowy Punkt Zaopatrywania Technicznego                              | Lidzbark Warmiński          | 1977−1999            |
| 3557  | Centralna Grupa Działań Psychologicznych im. Króla Stefana Batorego          | Bydgoszcz                   |                      |
| 3558  | 15 Garnizonowy Punkt Zaopatrzenia Technicznego                               | Morąg                       | 1973–1999            |
| 3574  | 17 Garnizonowy Punkt Zaopatrzenia Technicznego                               | Przemyśl                    | 1974−1993 [1997]     |
| 3583  | 25 batalion radiotechniczny                                                  | Debrzno                     | do 1995              |
| 3595  | 6 Pułk Saperów                                                               | Dęblin                      | 1951−1957            |
| 3604  | 1 Szkolny Pułk Samochodowy                                                   | Oleśnica                    |                      |
| 3607  | 53 Pułk Piechoty                                                             | Ostróda                     | 1945−1957            |
| 3610  | 12 Dywizjon Artylerii Rakietowej                                             | Gubin                       |                      |
| 3631  | 5 Pułk Artylerii Przeciwlotniczej                                            | Gubin                       |                      |
| 3635  | 120 Pułk Artylerii Ciężkiej                                                  | Tarnowskie Góry             | 1951–1955            |
| 3635  | 120 Pułk Artylerii Armat                                                     | Tarnowskie Góry             | 1955–1956            |
| 3635  | 35 Brygada Artylerii Armat                                                   | Tarnowskie Góry             | 1956–1957            |
| 3635  | 115 Dywizjon Artylerii Haubic                                                | Tarnowskie Góry             | 1957–1969            |
| 3635  | 39 Pułk Artylerii                                                            | Tarnowskie Góry             | 1969–?               |
| 3636  | Praski Batalion Obrony Terytorialnej                                         | Warszawa                    | 1967−1970            |
| 3646  | 20 Wojskowy Skład Amunicji                                                   | Pomiechówek                 | 1953−1954            |
| 3659  | 5 Batalion Rozpoznawczy                                                      | Kołobrzeg                   |                      |
| 3672  | Centralny Poligon Sił Powietrznych                                           | Ustka                       | od 1996              |
| 3675  | 62 Pułk Piechoty                                                             | Ełk                         | 1945–1956            |
| 3676  | 21 Dywizyjny Punkt Zaopatrzenia                                              | Lidzbark Warmiński          | 1957                 |
| 3676  | 86 Kompania Samochodowa                                                      | Lidzbark Warmiński          | 1957                 |
| 3692  | 26 Brygada Rakietowa Obrony Powietrznej                                      | Gryfice                     | 1967–2001            |
| 3714  | Dowództwo 18 Dywizji Piechoty                                                | Ełk                         | 1945–1956            |
| 3726  | 65 Pułk Piechoty                                                             | Białystok, Orzysz           | 1945−1956            |
| 3735  | 51 Batalion Saperów                                                          | Ełk                         | 1945–1957            |
| 3744  | 2 Kompania Regulacji Ruchu                                                   | Oleśnica                    | 2002–obecnie         |
| 3748  | 22 Centralna Składnica Uzbrojenia i Amunicji                                 | Nurzec-Stacja               | 1954–1999            |
| 3751  | 16 Żuławski Batalion Remontowy                                               | Elbląg                      |                      |
| 3758  | 15 Centralne Warsztaty i Składnica Sprzętu Materiałów Pędnych i Smarów       | Pilawa                      | 1954−1989            |
| 3764  | 7 Wojskowy Magazyn Mundurowo-Taborowy                                        | Kraków                      | 1950−1958            |
| 3775  | 34 Batalion Radiotechniczny                                                  | Chojnice                    |                      |
| 3776  | 25 Dywizjon Artylerii Rakietowej                                             | Gubin                       | do 1989              |
| 3789  | 82 Batalion Zaopatrzenia                                                     | Olsztyn                     | 2001−2004            |
| 3790  | 4 Wojskowa Okręgowa Składnica Sanitarna                                      | Warszawa                    | 1950−1954            |
| 3797  | 15 Brygada Zmechanizowana                                                    | Giżycko, Orzysz             |                      |
| 3798  | 122 Batalion Zaopatrzenia                                                    | Olsztyn                     | 2001−2004            |
| 3805  | 56 Batalion Medyczny                                                         | Gubin                       |                      |
| 3820  | Garnizonowy Ośrodek Mobilizacyjny                                            | Lublin                      | 1999−2003            |
| 3688  | Dowództwo 9 Dywizji Artylerii OPL OK                                         | Warszawa                    | 1950–1962            |
| 3688  | Dowództwo 9 Dywizji Artylerii OPK                                            | Warszawa                    | 1962–1967            |
| 3688  | Dowództwo 3 Łużyckiej Dywizji Artylerii OPK                                  | Warszawa                    | 1967–1991            |
| 3688  | Dowództwo 3 Warszawskiej Brygady Rakietowej Obrony Powietrznej               | Warszawa                    | od 1991              |
| 3805  | 5 Batalion Medyczny                                                          | Gubin                       | do 31 XII 1998       |
| 3833  | 1 Batalion Medyczny                                                          | Legionowo                   | 1977−2008            |
| 3890  | 28 Batalion Dowozu Amunicji                                                  | Skwierzyna                  | 1966–2008            |
| 3903  | Centralna Składnica Sprzętu Drogowo-Mostowego                                | Płock                       | 1957−1994            |
| 3940  | Jednostka Wojskowa Agat                                                      | Gliwice                     | od 2011              |
| 3918  | 16 Batalion Budowy Lotnisk                                                   | Jarocin                     |                      |
| 3949  | 35 Skwierzyński Dywizjon Rakietowy Obrony Powietrznej                        | Skwierzyna                  | od 2011              |
| 3959  | 19 Batalion Obrony Terytorialnej                                             | Gliwice                     | 1983−2005            |
| 3964  | Oddział Zabezpieczenia                                                       | Warszawa                    | od 2013              |
| 3975  | Okręgowy Zarząd Informacji Nr IV                                             | Wrocław                     | 1949–1953            |
| 3975  | Zarząd Informacji Śląskiego Okręgu Wojskowego                                | Wrocław                     | 1954–1957            |

## Lista jednostek od numeru 4000 do numeru 4999
| Numer | Nazwa jednostki                                                                              | Lokalizacja                           | Okres funkcjonowania |
| ----- | -------------------------------------------------------------------------------------------- | ------------------------------------- | -------------------- |
| 4005  | 46 Techniczny Batalion Inżynieryjno-Budowlany                                                | Chełm                                 | 1961−1965            |
| 4012  | 4 Giżycki Pułk Zakłóceń Radiolokacyjnych                                                     | Giżycko                               | 1961−2000            |
| 4019  | 9 Brygada Wsparcia Dowodzenia Dowództwa Generalnego Rodzajów Sił Zbrojnych                   | Białobrzegi                           | od 2013              |
| 4024  | Oddział Zabezpieczenia Marynarki Wojennej                                                    | Gdynia                                | od 2008              |
| 4026  | Morska Jednostka Działań Specjalnych                                                         | Gdynia                                | 2007–2011            |
| 4026  | Jednostka Wojskowa Formoza                                                                   | Gdynia                                | od 2011              |
| 4030  | 1 Brygada Radiotechniczna                                                                    | Warszawa Bemowo                       | 1975–2001            |
| 4043  | 1 Batalion Zabezpieczenia                                                                    | Mierzęcice                            | do 1999              |
| 4071  | 11 Batalion Dowodzenia im. gen. broni Zygmunta Sadowskiego                                   | Żagań                                 | od 1995              |
| 4101  | 26 Batalion Dywersyjno-Rozpoznawczy                                                          | Kraków                                | 1961–1964            |
| 4101  | 1 Batalion Szturmowy                                                                         | Dziwnów                               | 1964–1986            |
| 4101  | 1 Batalion Szturmowy                                                                         | Lubliniec                             | 1986–1993            |
| 4101  | 1 Pułk Specjalny Komandosów                                                                  | Lubliniec                             | 1993–2011            |
| 4101  | Jednostka Wojskowa Komandosów                                                                | Lubliniec                             | od 2011              |
| 4115  | 9. Szkolny Batalion Powietrznodesantowy                                                      | Kraków do 1958 następnie Niepołomice  | 1957–1964            |
| 4115  | 6. Ośrodek Szkoleniowo-Mobilizacyjny                                                         | Niepołomice                           | 1964–1967            |
| 4115  | 6. Szkolny Batalion Powietrznodesantowy                                                      | Niepołomice                           | 1967–1976            |
| 4115  | 6. Batalion Powietrznodesantowy                                                              | Niepołomice                           | 1976–1996            |
| 4115  | 6 batalion desantowo-szturmowy                                                               | Niepołomice do 2000 następnie Gliwice | 1996–2010            |
| 4115  | 6 Batalion Powietrznodesantowy im. gen. dyw. Edwina Rozłubirskiego                           | Gliwice                               | od 2010              |
| 4116  | 10 Batalion Powietrznodesantowy                                                              | Kraków, Oświęcim                      | 1957−2001            |
| 4145  | Wojskowa Baza Przeładunkowa                                                                  | Żurawica, Przemyśl, Krówniki          | 1962−2000            |
| 4146  | Wydział Informacji 18 Dywizji Piechoty                                                       | Ełk                                   | 1946–1948            |
| 4146  | Wydział Informacji Nr 14                                                                     | Ełk                                   | 1948–1950            |
| 4146  | Wydział Informacji 18.Dywizji Piechoty                                                       | Ełk                                   | 1951–?               |
| 4147  | 93 Pułk Artylerii Przeciwlotniczej                                                           | Wrocław-Leśnica                       | 1952–1967            |
| 4149  | Centralna Składnica Sprzętu Kolejowego i Przeładunkowego                                     | Przemyśl                              | 1956−1974            |
| 4153  | 1 Garnizonowy Punkt Zaopatrywania w Sprzęt Czołgowo-Samochodowy                              | Kraków                                | 1973−1988            |
| 4155  | 69 Batalion Łączności                                                                        | Lidzbark Warmiński                    | 1951−1957            |
| 4159  | Centrum Kształcenia Służby Kontrwywiadu Wojskowego                                           | Skierniewice                          | od 2010              |
| 4166  | 3 Garnizonowy Punkt Zaopatrywania Technicznego                                               | Modlin, Pomiechówek                   | 1974−1991            |
| 4168  | 6 Kompania Remontowa                                                                         | Kraków                                | 1984−1999            |
| 4182  | Ośrodek Szkolenia Wojsk Obrony Przeciwchemicznej                                             | Biskupiec Reszelski                   | 1971−2000            |
| 4183  | 4 Garnizonowy Punkt Zaopatrywania Technicznego                                               | Olsztyn                               | 1973−1999            |
| 4189  | 5 Garnizonowy Punkt Zaopatrywania Technicznego                                               | Białystok                             | 1973−1999            |
| 4196  | 17 Pułk Moździerzy                                                                           | Żagań                                 | 1949–1955            |
| 4202  | 57 Pułk Lotnictwa Szturmowego                                                                | Piła                                  | 1952                 |
| 4219  | 5 Wojskowy Oddział Gospodarczy                                                               | Dęblin                                | 2007−2013            |
| 4224  | 1 Regionalna Baza Logistyczna                                                                | Wałcz                                 |                      |
| 4226  | 2 Regionalna Baza Logistyczna                                                                | Warszawa                              | od 31 grudnia 2010   |
| 4228  | 3 Regionalna Baza Logistyczna im. Hetmana Wielkiego Koronnego Stanisława Jana Jabłonowskiego | Kraków                                |                      |
| 4233  | 95 Batalion Zaopatrzenia Materiałów Pędnych i Smarów                                         | Pomiechówek                           | 2001−2004            |
| 4240  | 107 Batalion Zaopatrzenia                                                                    | Krapkowice                            | 2002−2008            |
| 4260  | 16 Batalion Dowodzenia                                                                       | Elbląg                                | 1 stycznia 1995      |
| 4277  | Ośrodek Analizy Skażeń Warszawskiego Okręgu Wojskowego                                       | Warszawa                              | 1968−1994            |
| 4280  | 6 Garnizonowy Punkt Zaopatrywania Technicznego                                               | Dęblin                                | 1973−1999            |
| 4283  | 7 Garnizonowy Punkt Zaopatrywania Technicznego                                               | Giżycko                               | 1977−1999            |
| 4352  | Orkiestra Garnizonowa                                                                        | Żagań                                 | 2010−2011            |
| 4358  | 1 węzeł łączności korpusu OPK                                                                | Warszawa                              |                      |
| 4359  | 8 Garnizonowy Punkt Zaopatrywania Technicznego                                               | Kielce                                | 1973−1994            |
| 4391  | 25 Brygada Kawalerii Powietrznej                                                             | Tomaszów Mazowiecki                   | 1999                 |
| 4416  | 10 Garnizonowy Punkt Zaopatrywania Technicznego                                              | Ostróda                               | 1989−1998            |
| 4425  | 1 Okręgowy Batalion Łączności                                                                | Legionowo                             | 1950−1951            |
| 4428  | Nadbrzeżny Dywizjon Rakietowy MW                                                             | Siemirowice                           |                      |
| 4430  | 6 Batalion Dowodzenia Sił Powietrznych                                                       | Śrem                                  | od 01.07.2007        |
| 4444  | 27 Bateria Artylerii Stałej                                                                  | Hel                                   | 1957–1977            |
| 4474  | Garnizonowy Ośrodek Mobilizacyjny                                                            | Zgierz                                | 1995−2011 [2012]     |
| 4479  | 35.Pułk Inżynieryjno-Budowlany                                                               | Krotoszyn                             | 1960 – 2001          |
| 4480  | Lubelski Batalion Obrony Terytorialnej                                                       | Lublin                                | 1965−1971            |
| 4485  | 6 Okręgowa Składnica Sprzętu Inżynieryjnego i Materiałów Wybuchowych                         | Pomiechówek                           | 1954−1974            |
| 4488  | Radomski Batalion Obrony Terytorialnej                                                       | Radom                                 | 1965–1972            |
| 4495  | 16 Batalion Powietrznodesantowy                                                              | Kraków                                | 1957                 |
| 4497  | 50 Kompania Samochodowa                                                                      | Warszawa                              | 1961−1968            |
| 4499  | 53 Pułk Lotnictwa Szturmowego                                                                | Mirosławiec                           | 1952–1960            |
| 4499  | 53 Pułk Lotnictwa Myśliwsko-Szturmowego                                                      | Mirosławiec                           | 1960–1967            |
| 4499  | 8 Pułk Lotnictwa Myśliwsko-Szturmowego                                                       | Mirosławiec                           | 1967–1982            |
| 4499  | 8 Pułk Lotnictwa Myśliwsko-Bombowego                                                         | Mirosławiec                           | 1982–1999            |
| 4500  | Tarnowski Batalion Obrony Terytorialnej                                                      | Tarnów                                | 1965−1977            |
| 4503  | 13 Wojskowy Oddział Gospodarczy                                                              | Grudziądz                             | od 2011              |
| 4506  | Miński Batalion Obrony Terytorialnej                                                         | Mińsk Mazowiecki                      | 1965−1971            |
| 4511  | 1 Centralna Składnica Samochodowa                                                            | Sklęczki                              | 1950−1953            |
| 4512  | 12 Batalion Mostów Składanych                                                                | Grudziądz                             |                      |
| 4512  | 8 Pułk Mostów Drogowych i Kolejowych                                                         | Grudziądz                             | 1970–1989            |
| 4512  | 8 Wojskowe Zakłady Budownictwa Kolejowego                                                    | Grudziądz                             | 1989–1990            |
| 4512  | 8 Ośrodek Przechowywania Sprzętu                                                             | Grudziądz                             | 1990–2002            |
| 4521  | Łomżyński Batalion Obrony Terytorialnej                                                      | Łomża                                 | 1965−1971            |
| 4528  | Rzeszowski Batalion Obrony Terytorialnej                                                     | Rzeszów                               | 1965−1971            |
| 4595  | 2 Dywizja Lotnictwa Myśliwsko-Bombowego                                                      | Piła                                  | 1967–1998            |
| 4610  | 5 Dębliński Batalion Ratownictwa Inżynieryjnego im. płk. Władysława Frączka                  | Dęblin                                | 2002−2008            |
| 4642  | 7 Rejonowa Składnica Kwatermistrzowska                                                       | Elbląg                                | 1944−1990            |
| 4652  | 3 Wojskowa Składnica Żywnościowa                                                             | Łomża                                 | 1951−1957            |
| 4697  | 50 Pułk Lotnictwa Szturmowego                                                                | Elbląg                                | 1952                 |
| 4724  | Jednostka Wsparcia Dowodzenia i Zabezpieczenia Wojsk Specjalnych                             | Kraków                                | 2009–2011            |
| 4724  | Jednostka Wojskowa Nil                                                                       | Kraków                                | od 2011              |
| 4539  | 9 Batalion Dowodzenia                                                                        | Białobrzegi                           | 1994−2007            |
| 4751  | Oddział Żandarmerii Wojskowej w Bydgoszczy                                                   | Bydgoszcz                             | od 1990              |
| 4762  | 42 Batalion Łączności Specjalnej                                                             | Przasnysz                             | 1968–1972            |
| 4762  | 42 Batalion Łączności Specjalnej                                                             | Grajewo                               | 1972–1975            |
| 4762  | 42 Batalion Łączności Specjalnej                                                             | Łódź                                  | 1975–1993            |
| 4808  | 15 Gołdapski Pułk Przeciwlotniczy                                                            | Gołdap                                |                      |
| 4810  | Polski Kontyngent Wojskowy w SFOR w Republice Bośni i Hercegowiny                            | Bośnia i Hercegowina                  | 2000–2004            |
| 4811  | 6 Batalion Logistyczny                                                                       | Kraków                                | 1999−2001            |
| 4814  | Polski Kontyngent Wojskowy w ISAF w Islamskiej Republice Afganistanu                         | Afganistan                            | 2007–2014            |
| 4824  | 7 Rejonowa Baza Materiałowa                                                                  | Stawy                                 | 2003−2012            |
| 4829  | 1 Pułk Ochrony NJW MSW                                                                       | Góra Kalwaria                         | do 2002              |
| 4857  | 1 Podlaska Brygada Obrony Terytorialnej im. płk. Władysława Liniarskiego ps „Mścisław”       | Białystok                             | od 2016              |
| 4860  | 3 Podkarpacka Brygada Obrony Terytorialnej w Rzeszowie im. płk. Łukasza Cieplińskiego        | Rzeszów                               | od 2016              |
| 4861  | 25 Batalion Obrony Terytorialnej                                                             | Białystok                             | od 2016              |
| 4862  | 5 Batalion Obrony Terytorialnej                                                              | Siedlce                               | od 2016              |
| 4883  | 5 Pułk Czołgów Średnich                                                                      | Włodawa                               | 1967−1989            |
| 4909  | Garnizonowy Ośrodek Mobilizacyjny                                                            | Rzeszów                               | 1994−2011 [2012]     |

## Lista jednostek od numeru 5000 do numeru 5999
| Numer | Nazwa jednostki                                                                             | Lokalizacja                | Okres funkcjonowania |
| ----- | ------------------------------------------------------------------------------------------- | -------------------------- | -------------------- |
| 5007  | 53 Batalion Łączności                                                                       | Lublin                     | 1951−1989            |
| 5008  | Polski Kontyngent Wojskowy w misji Resolute Support w Islamskiej Republice Afganistanu      | Afganistan                 | od 2014              |
| 5018  | 8 Kołobrzeski Batalion Saperów MW                                                           | Dziwnów                    | od 1943              |
| 5045  | Zakłady Naprawy Czołgów                                                                     | Siemianowice Śląskie       | od 1950–?            |
| 5046  | 21 Kompania Wartownicza                                                                     | Lublin                     | 1950−1957            |
| 5058  | 61 Lotniczy Pułk Szkolno-Bojowy                                                             | Biała Podlaska             | 1958–2000            |
| 5105  | 40 Liniowo-Eksploatacyjny Batalion Łączności                                                | Legionowo                  | 1951−1956            |
| 5152  | 151 Ruchomy Warsztat Remontu Samochodów                                                     | Ełk                        | 1956–?               |
| 5156  | 2 Garnizonowy Punkt Zaopatrywania w Sprzęt Czołgowo-Samochodowy                             | Lublin                     | 1973−1988            |
| 5157  | 118 Pułk Artylerii Ciężkiej                                                                 | Lublin                     | 1951−1957            |
| 5208  | 11 Samodzielna Kompania Radarowa                                                            | Malbork (od 1953 Warszawa) | 1952–1953            |
| 5208  | 1 Samodzielny Batalion Radiotechniczny                                                      | Warszawa-Okęcie            | 1953–1955            |
| 5241  | 11 Wojskowy Oddział Gospodarczy                                                             | Bydgoszcz                  | od 1 stycznia 2013   |
| 5256  | 58 Pułk Szkolno-Bojowy Oficerskiej Szkoły Lotniczej                                         | Dęblin                     | 1958–1987            |
| 5256  | 58 Lotniczy Pułk Szkolny                                                                    | Dęblin                     | 1987–2000            |
| 5264  | 59 Pułk Szkolno-Bojowy Oficerskiej Szkoły Lotniczej                                         | Biała Podlaska             | 1958–1964            |
| 5277  | 14 Wojskowy Oddział Gospodarczy                                                             | Poznań                     | od 1 stycznia 2013   |
| 5300  | 150 Ruchomy Warsztat Remontu Samochodów                                                     | Lidzbark Warmiński         | 1956−1957            |
| 5308  | 17 Wojskowy Oddział Gospodarczy                                                             | Koszalin                   | od 1 stycznia 2013   |
| 5330  | 21 Wojskowy Oddział Gospodarczy                                                             | Elbląg                     | od 1 stycznia 2013   |
| 5338  | 25 Wojskowy Oddział Gospodarczy                                                             | Białystok                  | od 1 stycznia 2013   |
| 5347  | 33 Batalion Powietrznodesantowy                                                             | Niepołomice                | 1967−1976            |
| 5353  | 25 Grupa Zabezpieczenia Medycznego                                                          | Tomaszów Mazowiecki        |                      |
| 5371  | 32 Wojskowy Oddział Gospodarczy                                                             | Zamość                     | od 1 stycznia 2013   |
| 5430  | Ośrodek Szkolenia Poligonowego Wojsk Lądowych Żagań                                         | Dobre nad Kwisą            |                      |
| 5459  | 25 Eskadra Szkolenia Pilotów Rezerwy                                                        | Podlodów                   | 1958–1959            |
| 5523  | 33 Szkolny Batalion Młodszych Specjalistów Remontu Traktorów                                | Łomża                      | 1953−1957            |
| 5523  | 33 Szkolny Batalion Naprawy Traktorów                                                       | Łomża                      | 1956−1967            |
| 5523  | 33 Szkolny Batalion Ciągników Gąsienicowych                                                 | Łomża                      | 1967−1971            |
| 5523  | 33 Ośrodek Szkolenia Specjalistów Samochodowych                                             | Łomża                      | 1971−1972            |
| 5523  | 107 Okręgowe Warsztaty Remontu Konserwacyjnego Pojazdów Kołowych                            | Łomża                      | 1953−1976            |
| 5538  | 5 Batalion Wartowniczy                                                                      | Kraków                     | 1946−1957            |
| 5543  | 7 Batalion Wartowniczy                                                                      | Pomiechówek                | 1947−1955            |
| 5557  | 28 Batalion Czołgów i Artylerii Pancernej                                                   | Giżycko                    | 1955−1957            |
| 5558  | 24 Eskadra Szkolenia Pilotów Rezerwy                                                        | Ułęż                       | 1958–1959            |
| 5562  | Szkolny Pułk Radio                                                                          | Zegrze, Beniaminów         | 1949−1950            |
| 5564  | Ośrodek Szkolenia Poligonowego Wojsk Lądowych                                               | Warszawa-Rembertów         | 1968−1990            |
| 5575  | 112 Pułk Artylerii Ciężkiej                                                                 | Głogów                     | 1951–1956            |
| 5575  | 31 Brygada Artylerii Armat                                                                  | Głogów                     | 1956–1967            |
| 5575  | 5 Brygada Artylerii Armat                                                                   | Głogów                     | 1967–2001            |
| 5577  | Polska Wojskowa Jednostka Specjalna w UNEF II                                               | Egipt, Syria               | 1973–1979            |
| 5577  | Polski Kontyngent Wojskowy w UNDOF w Syryjskiej Republice Arabskiej                         | Syria                      | 1979–2009            |
| 5584  | 23 Batalion Radiowy                                                                         | Warszawa                   | 1951−1955            |
| 5611  | Polsko-Ukraiński Batalion Sił Pokojowych                                                    | Przemyśl                   | 1998−2010            |
| 5619  | 84 Pułk Piechoty                                                                            | Giżycko                    | 1952−1957            |
| 5626  | Oświęcimski Batalion Obrony Terytorialnej                                                   | Oświęcim                   | 1965−1973            |
| 5644  | Batalion Dowodzenia Dowództwa Wojsk Lądowych                                                | Warszawa-Cytadela          |                      |
| 5682  | Oficerska Szkoła Uzbrojenia im. por. Walerego Bagińskiego i ppor. Antoniego Wieczorkiewicza | Bartoszyce, Olsztyn        | 1949−1970            |
| 5699  | 2 Ośrodek Radioelektroniczny                                                                | Przasnysz                  |                      |
| 5700  | 17 Brygada Zmechanizowana                                                                   | Międzyrzecz                |                      |
| 5794  | Ośrodek Szkolenia Specjalistów Ubezpieczenia Lotów                                          | Grudziądz                  | do 1996              |
| 5889  | 7 Warszawski Batalion Saperów                                                               | Stargard Szczeciński       | 1970–1990            |
| 5889  | 2 Stargardzki Batalion Saperów                                                              | Stargard Szczeciński       | od 1990              |
| 5900  | Oficerska Szkoła Artylerii Nr 2                                                             | Olsztyn                    | 1949−1957            |
| 5946  | 1 Rejonowa Składnica Techniczna                                                             | Łomża                      | 1953−1994            |
| 5972  | 104 Samodzielny Pułk Piechoty                                                               | Zambrów                    | 1953−1956            |

## Lista jednostek od numeru 6000
| Numer | Nazwa jednostki                              | Lokalizacja | Okres funkcjonowania |
| ----- | -------------------------------------------- | ----------- | -------------------- |
| 6021  | Oddział Zabezpieczenia Garnizonu Stołecznego | Warszawa    |                      |
| 6066  | Zakład Produkcji Elementów Fortyfikacyjnych  | Ełk         | 1955–1958            |
| 6066  | Wojskowy Zakład Prefabrykatów Żelbetonowych  | Ełk         | 1958–1964            |
| 6066  | Wojskowe Zakłady Budowlano-Montażowe         | Ełk         | 1964–1972            |
| 6092  | 60 dywizjon artylerii                        | Gdańsk      | 1951                 |